# It’s Your Move
It's Your Move ist eine 18-teilige US-amerikanische Fernsehserie der NBC. Die Erstausstrahlung erfolgte vom 26. September 1984 bis 23. Februar 1985 auf dem Fernsehsender NBC.

## Handlung
Die Serie handelt von Matthew Burton, der zusammen mit seiner 16-jährigen Schwester und seiner alleinerziehenden Mutter in einer Wohnung lebt. Seiner Schwester spielt er immer wieder Streiche und den neuen Freund der Mutter versucht er loszuwerden. Gleichzeitig verhält er sich gegenüber Erwachsenen stets freundlich, so dass niemand seiner Schwester glaubt, wenn diese erklärt, was Matthew ausgeheckt hat. Wenn jemand jedoch in Not ist, ist Matthew sofort zur Stelle. So legt er seiner Mutter heimlich Geld in deren Portemonnaie, als diese Geldsorgen hat.

## Hintergrund
Michael Moye und Ron Leavitt hatten die Idee für die Serie. Jason Bateman wurde zum Hauptdarsteller der Serie.  Besonders an der Serie ist, dass die Hauptfigur, Matthew Burton, nicht unbedingt eine nette Person ist, sondern jemand der ziemlich viele Streiche spielt und die Menschen seiner Umgebung manipuliert. So ist Matthew beispielsweise nicht gerade begeistert von dem neuen Freund seiner Mutter und versuchte diesen durch seine Streiche immer wieder schlecht aussehen zu lassen. Für Matthew Burtons eigene fiktive Band The Dregs of Humanity mit Skeletten aus Schullabor, ist die Serie heute noch bekannt. Die Fernsehserie erhielt überwiegend gute Kritiken, kam aber bei den Zuschauern weniger an. Die niedrigen Quoten führten die Produzenten auf die weniger freundliche Hauptfigur zurück und ließen diese in den letzten Episoden etwas freundlicher werden. Auch das half nichts und It's your Move wurde aufgrund von schlechter Quoten nach 18 Folgen eingestellt. Letztendlich inspirierte It's Your Move und deren Hauptfigur Michael Moye und Ron Leavitt zur Erfolgsserie Eine schrecklich nette Familie.

## Besetzung
| Rolle                  | Schauspieler/in |
| ---------------------- | --------------- |
| Matthew Burton         | Jason Bateman   |
| Eileen Burton          | Caren Kaye      |
| Julie Burton           | Tricia Cast     |
| Lou Donatelli          | Ernie Sabella   |
| Norman Lamb            | David Garrison  |
| Eli                    | Adam Sadowsky   |
| Principal Dwight Ellis | Garrett Morris  |
| Mr. Rosenberg          | Mark Withers    |

## Episoden
| Nummer | Titel                         | Erstausstrahlung   |
| ------ | ----------------------------- | ------------------ |
| 1      | Pilot                         | 26. September 1984 |
| 2      | Put to the Test               | 3. Oktober 1984    |
| 3      | Dating Games                  | 17. Oktober 1984   |
| 4      | Night Work                    | 24. Oktober 1984   |
| 5      | Pajama Party                  | 31. Oktober 1984   |
| 6      | Love Letters                  | 14. November 1984  |
| 7      | Dad and Me                    | 21. November 1984  |
| 8      | The Rival                     | 28. November 1984  |
| 9      | Top Dog                       | 5. Dezember 1984   |
| 10     | Don't Leave Home Without It   | 12. Dezember 1984  |
| 11     | The Christmas Show            | 19. Dezember 1984  |
| 12     | The Dregs of Humanity: Part 1 | 2. Januar 1985     |
| 13     | The Dregs of Humanity: Part 2 | 9. Januar 1985     |
| 14     | Caught in the Act             | 26. Januar 1985    |
| 15     | Eli's Song                    | 2. Februar 1985    |
| 16     | A Woman Is Just a Woman       | 9. Februar 1985    |
| 17     | The Experts                   | 16. Februar 1985   |
| 18     | Goodbye, Farewell, and Amen   | 23. Februar 1985   |

## Nominierungen
Die Serie erhielt mehrere Nominierungen für den Young Artist Award. Jason Bateman erhielt 1984 eine Nominierung als bester junger Hauptdarsteller in einer Comedy-Serie, hatte aber das Nachsehen gegenüber Billy Jacoby. Außerdem erhielt die Serie eine Nominierung als beste neue Comedy- oder Dramaserie. Letztendlich gewann Die Bill Cosby Show die Auszeichnung. Ein Jahr später wurde Tricia Cast als beste junge Hauptdarstellerin in einer Comedy-Serie nominiert, verlor aber gegenüber Soleil Moon Frye.